# Núria Pagespetit
Núria Pagespetit Nicolau (Vic, 9-4-1960) és una infermera catalana que impulsa projectes d'ajuda humanitària al Camerun.
Va estudiar Infermeria a la Universitat de Vic. El 2009, mentre feia el segon curs del grau, va fer un voluntariat en un hospital de Camerun. En veure la manera de treballar, es va proposar que hi faria una escola. El 2011 va fundar l'ONG Insolàfrica (Infermeria Solidària per l'Àfrica). El 2014 anar a viure al Camerun amb el seu marit Jordi Homs i va obrir una escola d'infermeria a Kribi, gestionada per camerunesos. El centre va graduar la primera promoció el curs 2016-2017. El 2023 havien sortit sis promocions d'infermers, l'escola tenia 140 alumnes i com que ja funcionava, amb l'objectiu de garantir una gestió des del territori, va decidir cedir-la a les Missioneres Franciscanes. Després de l'escola, va impulsar la creació d'un hospital amb l'ajuda de Mans Unides. El 2021 van construir una sala quirúrgica i de parts per a la maternitat del centre. El 2023 mateix any van començar a fer-hi intervencions de patologies urogenitals gràcies a la col·laboració amb la Fundació Puigvert.